# タッカー・トーピード
タッカー・トーピードは、プレストン・トマス・タッカーによる自動車メーカー、タッカー社が生産した自動車。

## 概要
プレストン・トマス・タッカーがコンセプトを策定し、開発・設計を主導した。シカゴでの製造は1947年末から1949年初頭にわたるが、ほとんどが1948年の生産であり（そのため、タッカー'48と呼ばれることもある）、1949年3月には裁定によって生産は終了させられた。
この車の特徴として、特に安全性に関しては、操舵方向を照らすライトなどの新奇的な装備がよく取り沙汰されるが、生存率を高めることが科学的には確認されたにもかかわらず当時の他社が等閑にしていたシートベルトなどの機構を積極的に取り入れた点が大きい。大量生産による大衆車にしようとしたが、前述の生産終了のために51台しか生産されなかった（1台目は原型車として製造された。前述の生産終了の時点で、2台目から51台目までの50台が生産・最終的には完成され、52台目は半完成のまま残された）。内訳や各個体の車歴等については次の現存車両の節で詳説する。また次節の最後で述べるが、出来の良いレプリカも量産品ではないが作られている。
1988年の映画『タッカー』はこの車とタッカーその人を描いたもので（原題「Tucker: The Man and His Dream」の "Dream" は車を指しているともとれる）、撮影時点で現存していた実車のうち47台がパレードのシーケンスなどで実写のために使われ、スクリーンにその姿を残した。

### 現存車両

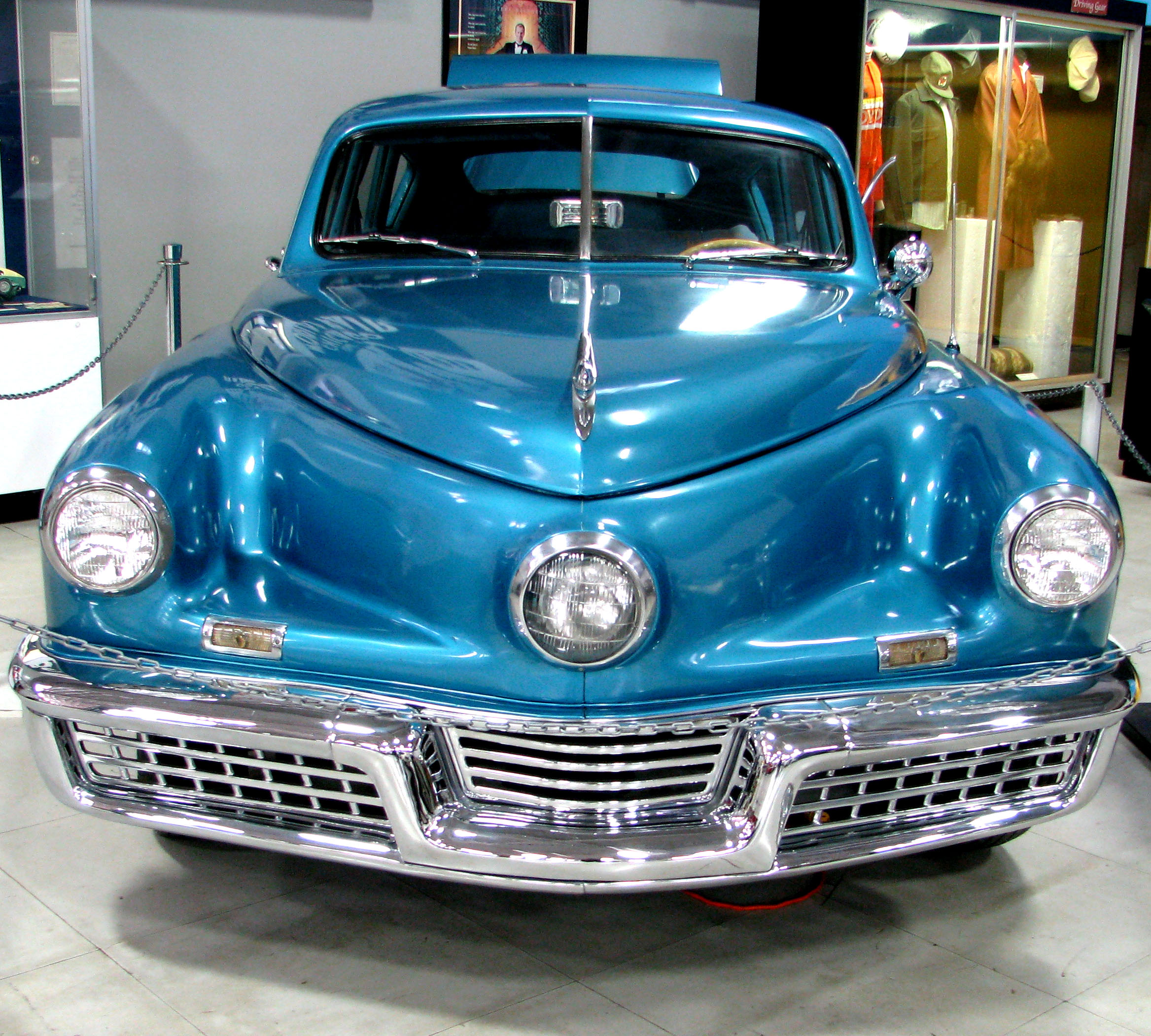
ワルツ・ブルーに塗装されたタッカー'48セダン、#1019

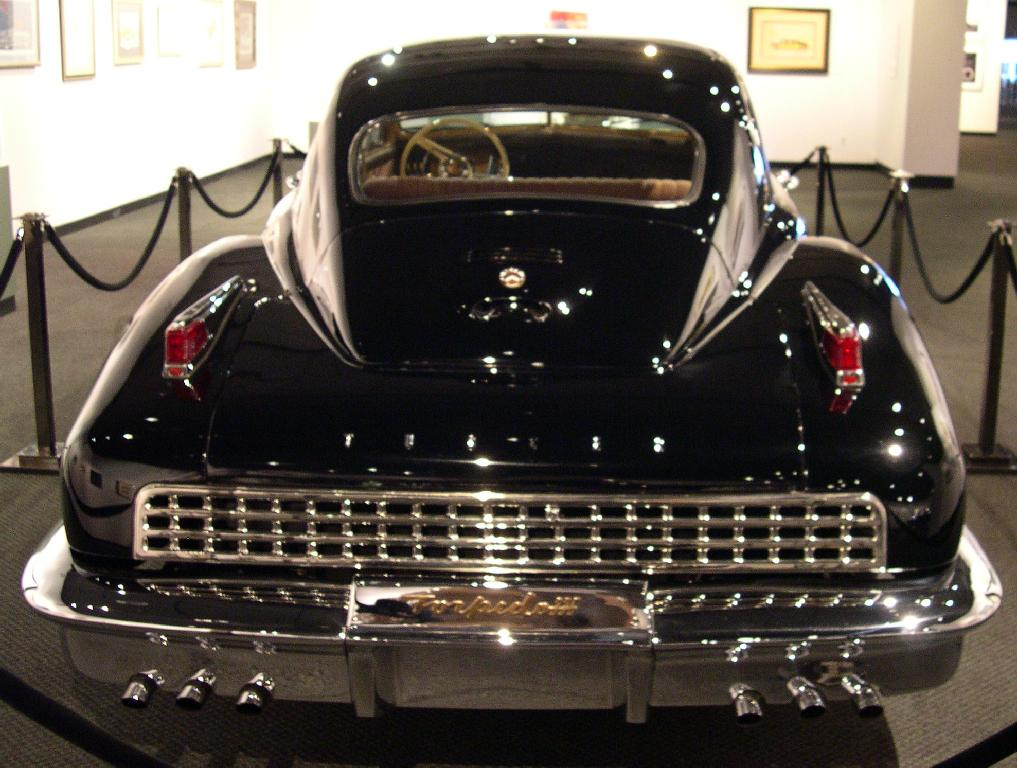
ロサンゼルスのピーターセン自動車博物館に所蔵される#1030のリアビュー

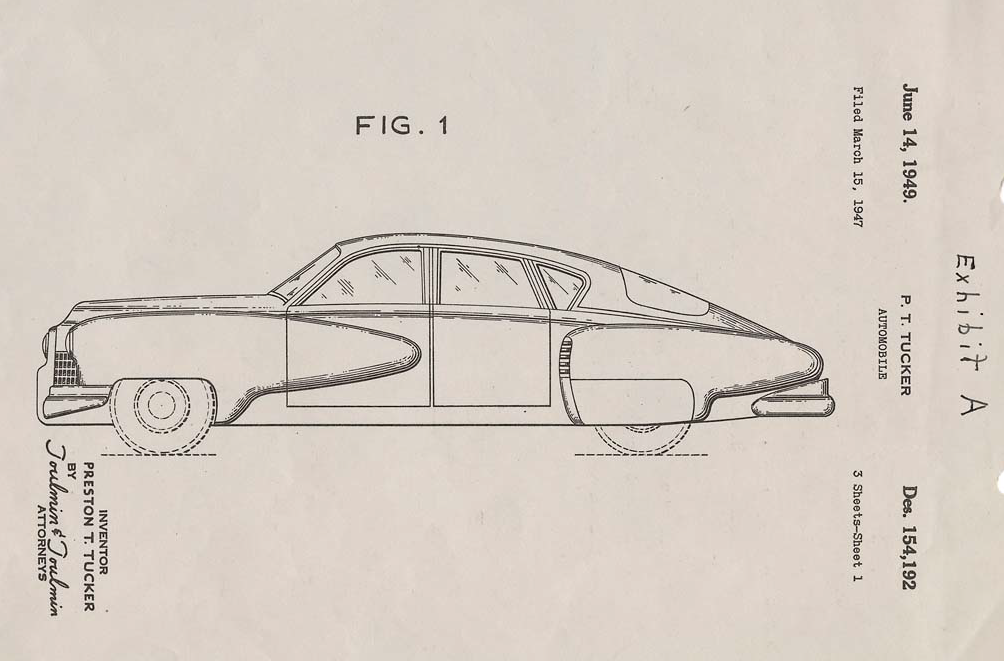
タッカー'48セダンのデザイン特許イラスト

プロトタイプ1台を含めて製造された59台のタッカー'48の所有記録は、タッカー・オートモビルクラブ・オブ・アメリカなどコレクター団体等の調査により極めて詳細に記録されており、全くの行方不明となっているのは末期に製造された未完成車8台のうちの6台(#1053-1058)のみである。未完成車のうち2台(#1051、#1052)は在庫の補修部品やリプロダクション部品などを用いて走行可能な状態にレストアされており、行方不明の6台の内1台(#1054)は、このレストアされた#1052のフレームの一部として現存しているともされる。
2016年現在喪失が確認されているタッカー'48は上記の未完成車6台の他、1948年に交通事故で大破し上記未完成車の部品取りにも使われた末に車体の一部のみが残る#1018、レストア作業中保管場所の火災により焼失、ボディ外板の熱変形が著しく復元は不可能と判断された為に後に所有者の希望によりスクラップ処分とされた#1023、1960年にメンフィスのミシシッピ川沿いで完全に破壊された状態で放置されている状況を、タッカー'48を良く知る地元の警察官に目撃されたのを最後に現在は所在不明となっている#1042の3台である。#1038は現存は確認されているものの、元所有者（投資家のバーナード・グリーベルマン）の経済難により2006年以降複数回オークション経由で売却された為、現所有者の詳細が明らかになっていない。
米国外に持ち出された4台のタッカー'48の内、ブラジルの個人コレクターの手に渡った#1035は、コレクターの死去により他の約50台のコレクション全体と共に管理されていない荒廃状態になっており、現地でレストアの機会を待つ状態であるとされる。日本ではトヨタ博物館が1950年にNASCARグランドナショナルシリーズに参戦した記録を持つ#1004を所蔵しているほか、鹿児島県のハニ・バイエルン創業者が#1020を所蔵している。
他に米国のホットロッド・ビルダーのイダ・オートモーティブがタッカー'48のレプリカ車両を3台製造している。このレプリカ車両は外装はタッカー'48のボディワークを忠実に再現しているが、ボディパネル自体はレジン製で塗装や内装、ドライブトレーンは近代的なホットロッドの製造技術が盛り込まれている。エンジンはキャデラック・ノーススター・V8で、最高時速は120マイル毎時（約190km/h）、0-60マイルは約7秒で走行可能という。
2010年代に入っても個人所蔵のタッカー'48が、所有者の死亡や経済難などの理由によりオークションに掛けられる事があるが、2010年8月は113万米ドル(#1045)、2012年にはバレットジャクソンで291万米ドル(#1043)で落札されるなど、日本円に換算すると数億円に達する極めて高額な価格で取引されている。

## 呼称について

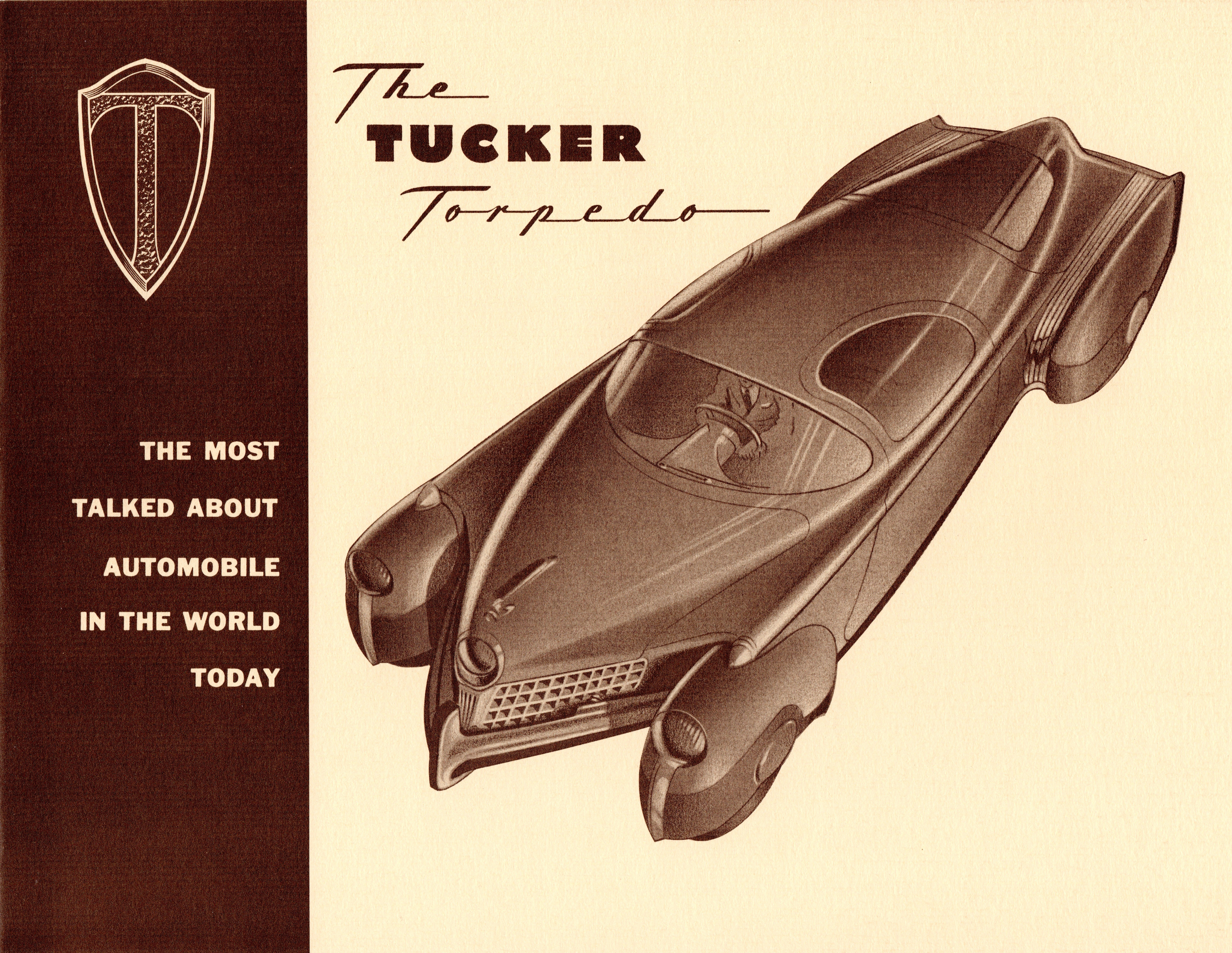
1947年のタッカー・トーピードの構想図。中央配置のステアリングホイール、跳ね上げ式のルーフ、可動式フロントフェンダーなどの構想が窺い知れる。

最初にイメージイラストをメディアに露出した際のタイトル "Torpedo on Wheels" から「トーピード」（魚雷）とも呼ばれるが、タッカー本人は、戦後という時代背景において戦争を思い出させるような名前を避け、以後トーピードの名は使っていない。

## 特徴的な装備について
当時において、以下のような装備が画期的であった。

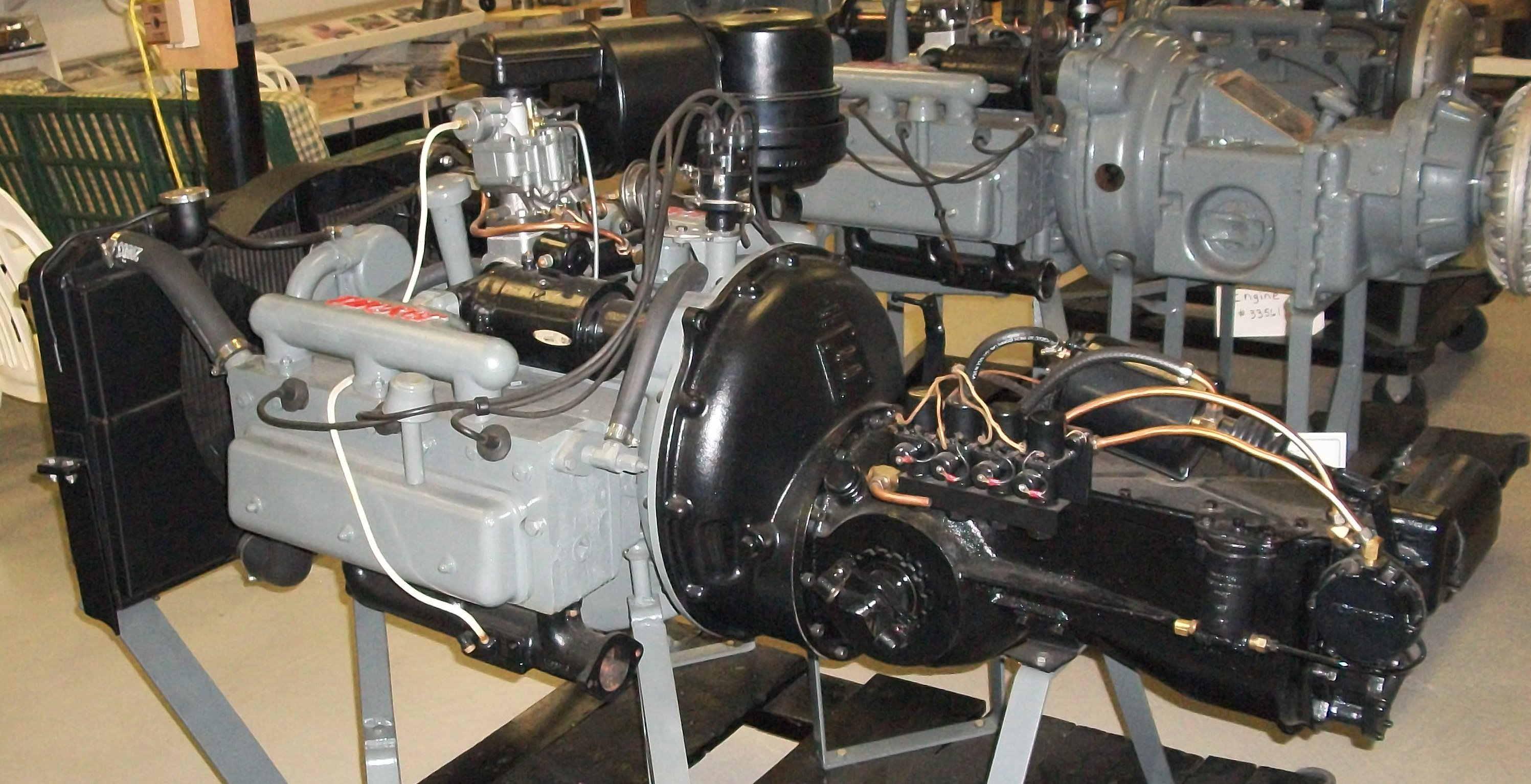
フランクリン・O-335エンジンとタッカーY-1手動変速機。

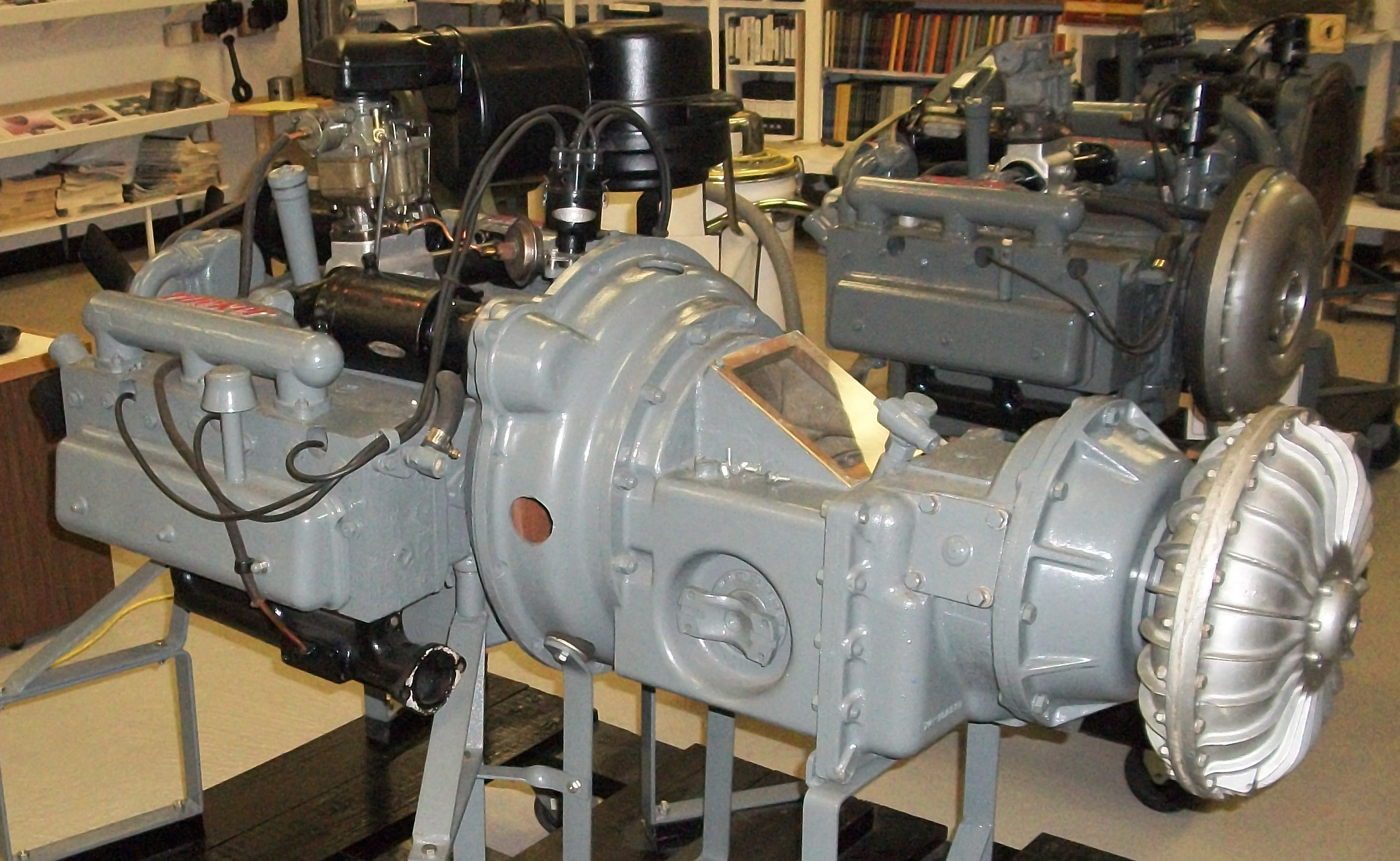
フランクリン・O-335エンジンとタッカーマチック自動変速機(元々は行方不明となった#1042に搭載されていたと見られるもので、トルクコンバータがトランスミッション前方にもう一つ付いている構造が確認できる。)

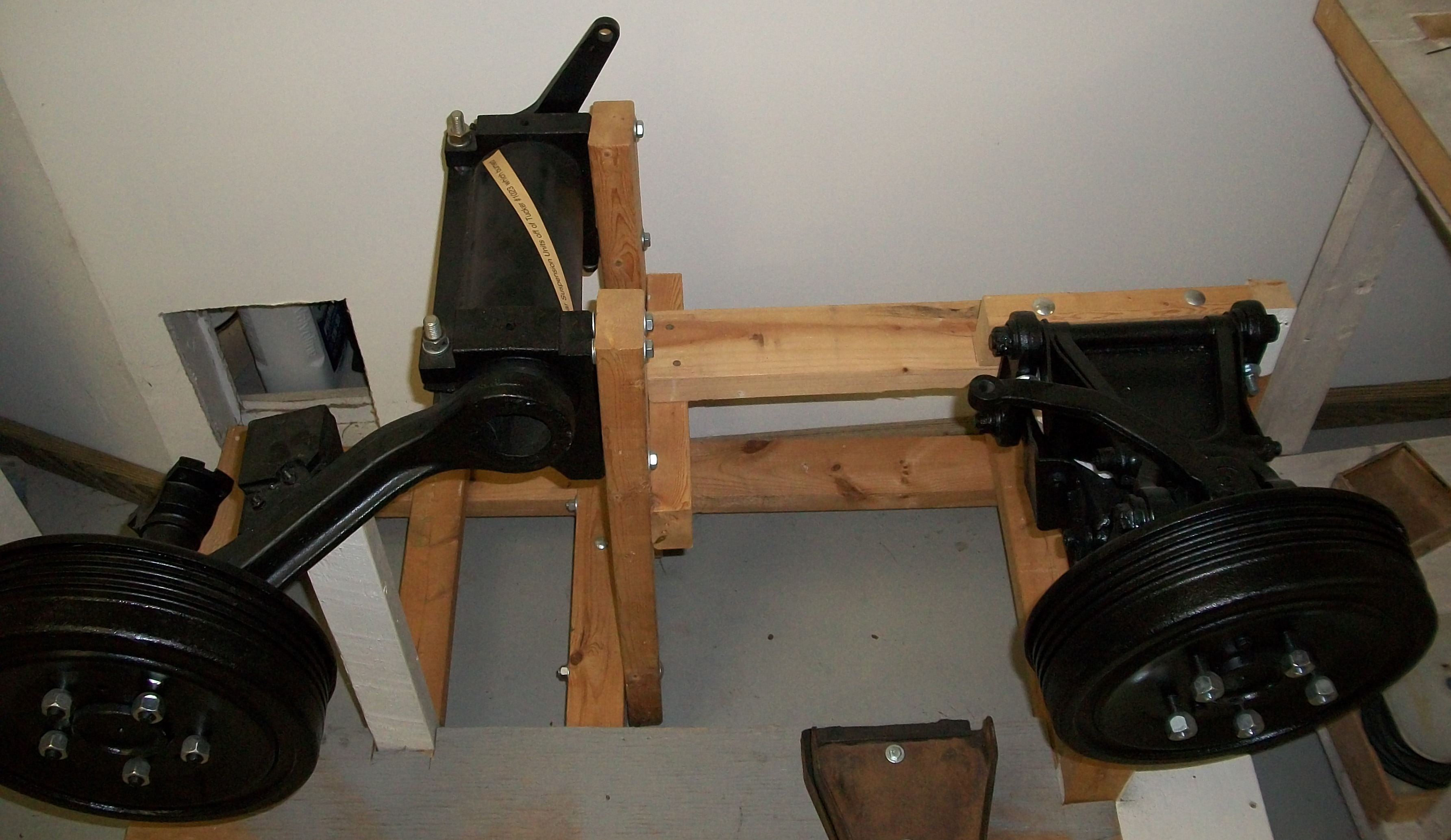
左リアサスペンションのゴムトーションチューブと、#1001-1025まで用いられたサンドウィッチ形右フロントサスペンション。リーフやコイルなどのばねが使われていない構造が確認できる。

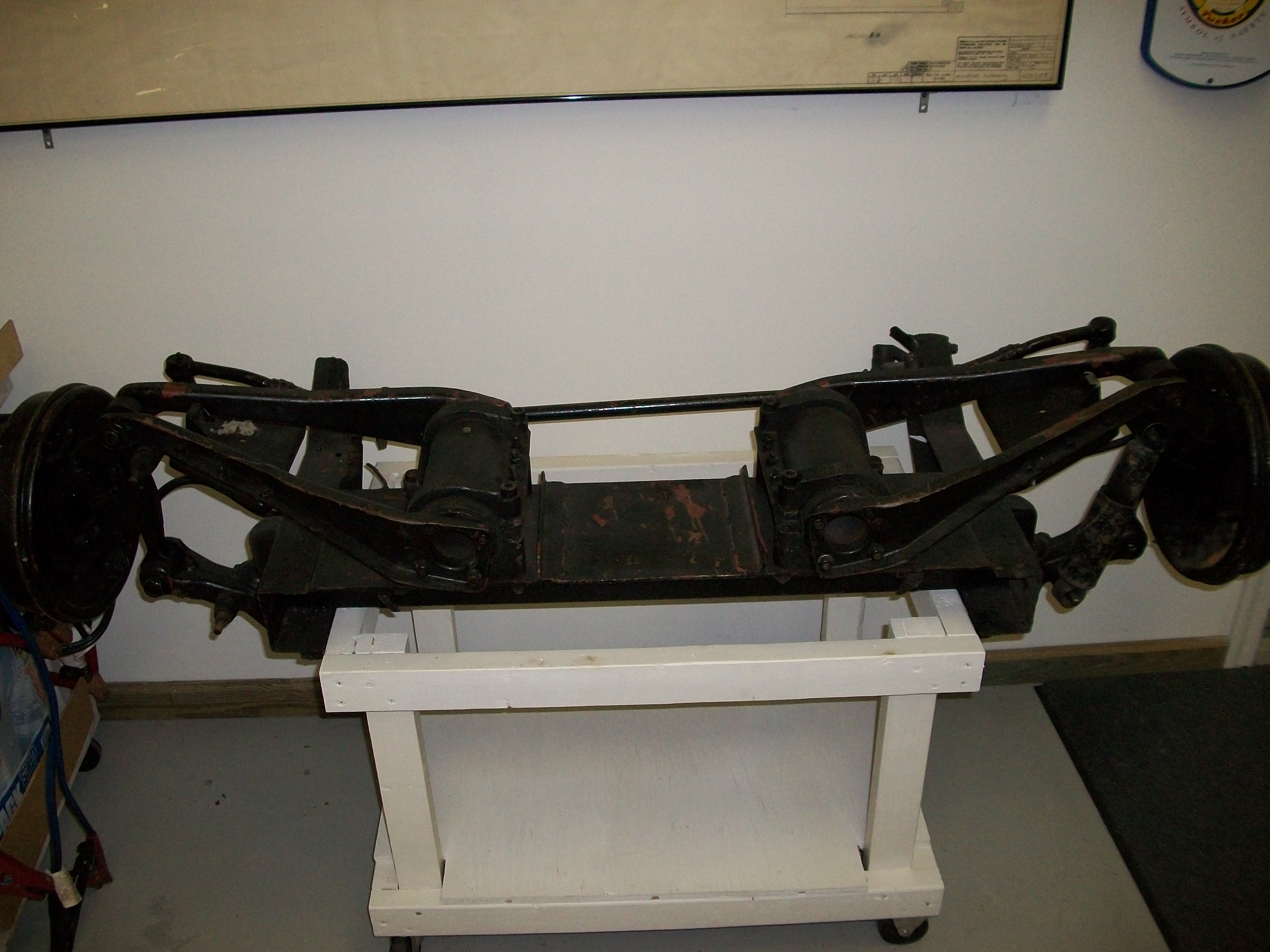
1. 1026以降の製造車で用いられた第2世代のゴムトーションチューブ。このユニットは#1046がV型8気筒に換装された際に降ろされたもの。

- 元々は航空機用エンジンであった334.1立方インチ(5.48L)の空冷OHV水平対向6気筒のフランクリン・O-335（英語版）を、水冷化しキャブレター仕様の166馬力として搭載した。製造元のフランクリン・エンジン・カンパニー（英語版）は第二次大戦終結により米軍向けの販路の多くを失っており、タッカー向けの改良にも協力的であったという。
- 標準のマニュアルトランスミッションにはコード（英語版）・810/812（英語版）でも用いられたベンディックス（英語版）電磁真空サーボ式4段変速機を改良したY-1変速機が用いられた。シフトレバーとトランスミッションの間に機械的なリンケージが存在しない為、運転者はステアリングコラムに設けられたごく小さなシフトレバーを操作した後、クラッチペダルを踏み込むと自動的に変速操作が行われるという、後年のセミオートマチックトランスミッションの先駆けのようなシステム(プリセレクタ・ギアボックス（英語版）)であった。なお、タッカーはオートマチックトランスミッションの自製を目指し、当時開発されたばかりのビュイック・ダイナフロー（英語版）の技術者に委託してタッカーマチックというトルクコンバータを2つ用いた3速ミッションを開発するが、完成車両には僅か2台(現存車は#1026のみ)しか搭載されなかった。
- パワートレインは6本のボルトでサブフレームに固定され、降ろすだけなら僅か数分、載せ替え作業は30分もあれば完了する良好な整備性を有した。
- ロールケージの機能を兼ねたペリメーターフレームの採用。
- 後部へのエンジンマウント（リアエンジン）
- ティングース・ノーズ（空力学の採用）
- スリー・ボックス・シート（安全性の向上）
- サイクロプス・ライト（一つ目の巨人・キュクロープスに由来する名称。中央に3つめのライトがあり、ハンドルと連動して進行方向を照らす。AFSのはしり）
- シートベルトの採用（人間の体を守る）
- フロントのクラッシャブル性（衝撃の緩和）、ステアリングギアボックスは前車軸の後方に位置しており、運転者を守る役割を果たした。
- フロントシート前の待避エリア（衝突の際同乗者を守る）、この機能の実現の為に通常助手席の前に備えられる事の多いクローブボックスはフロントドアに装着されていた。
- 埋め込み式内部ドアハンドル（ケガ防止）、他にも内装類には事故時に乗員の負傷を誘発しうる突起物は一切設けられなかった。
- 脱落式ミラー（同上）
- フロント・スクリーン・ガラスの前方脱落（車が激突して乗員が衝突した場合を想定し、内側から強い力がかかると外へ外れる）と、飛散防止ガラスの採用。
- 運転に必要な操作系統を操舵輪周辺に集中配置する、人間工学を考慮した設計。今日でも一体式がごく当たり前であるカーラジオすらも、操作盤と本体を別体式とするほど徹底されていた。
- 4輪独立懸架にはゴム製トーションバーとショックアブソーバーを併用し、金属製のばねを持たなかった。
- ベンチシートを採用した前後席は部品を共用とし、摩耗度合いに応じてシートクッションやシートバックを入れ替え(ローテーション)出来る構造とした[15]。
- パーキングブレーキをエンジンキーとは別のキーで施錠できる構造とした。(盗難防止装置の先駆け)

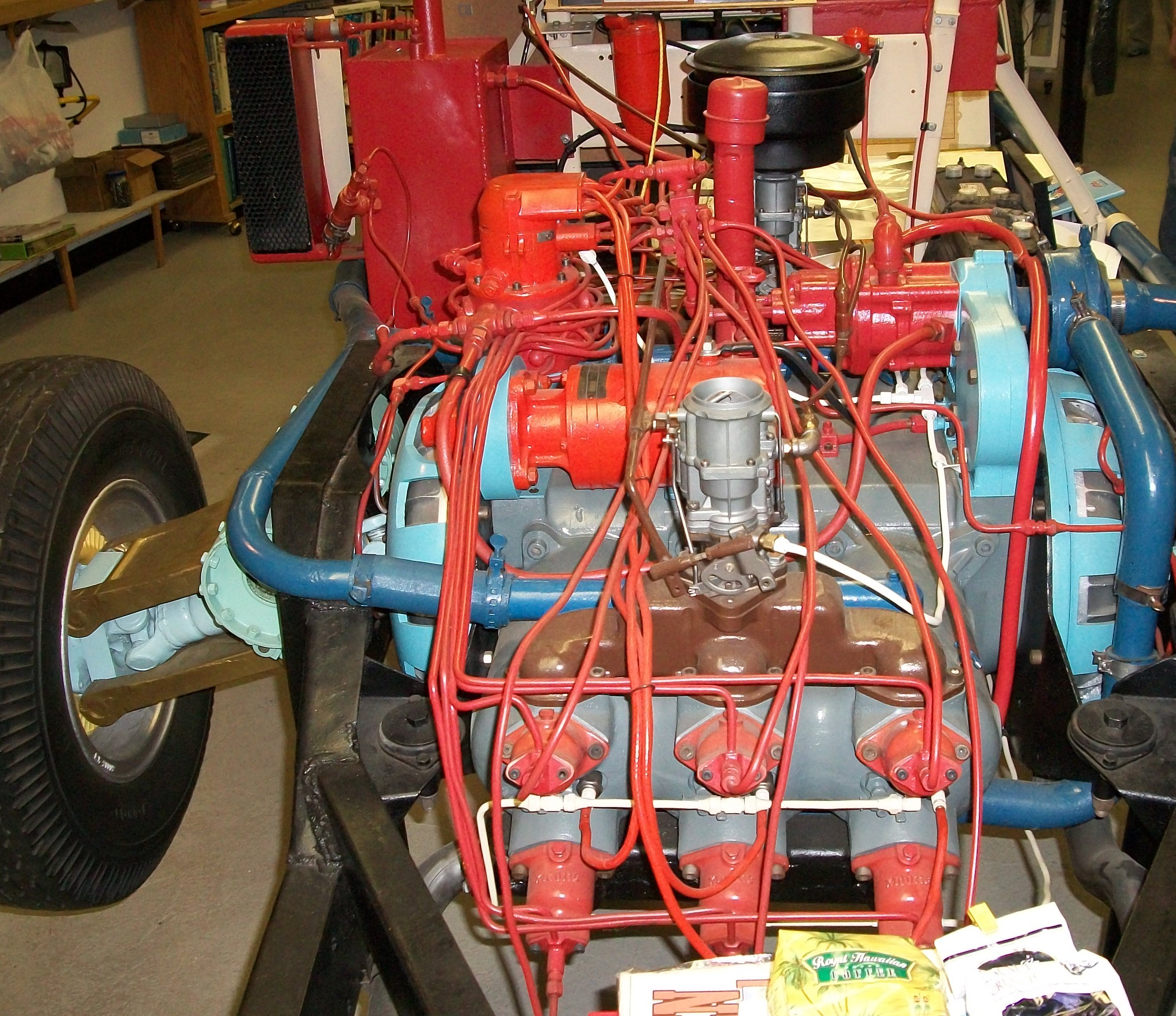
プロトタイプのタッカー589立方インチ直動エンジン。エンジン両側にトルクコンバータが配置され、初期のゴムディスク形のサスペンションが用いられている構造が確認できる。

なお、本来の構想では自製の589立方インチ(9.65 L)の空冷水平対向6気筒を計画しており、燃料噴射装置の搭載、ポペットバルブの駆動はカムシャフトではなく油圧を用い、更には駆動輪の回転にトランスミッションやディファレンシャルギアを介在させず、エンジンの左右にトルクコンバータを配置してクランクシャフトの回転を直動させるという大変野心的なものであったが、アイドリング時のバルブトレインの油圧制御が困難な上に、60ボルトの巨大なセルモーターで始動する際には外部電源供給が必須になる代物で、騒音が酷く重量も余りに重すぎた為にプロトタイプ以外への搭載は断念された。他にもディスクブレーキやマグネシウムホイール、自己シール式チューブレスタイヤ(ミシュランやコンチネンタルが近年になって実用化した)の搭載が構想されたが、技術上の課題や製造コストの問題でプロトタイプ以外への搭載は断念され、量産車にはストロンバーグ式ダウンドラフトキャブレターや総輪ドラムブレーキなどの妥協をせざるを得なかった。タッカー'48が「トーピード」と呼ばれていた1946年の構想段階では、運転者を中央に着座させ、左右の前席は後席の乗り降りを容易にするよう回転式とし、フロントフェンダーは前輪と共に可動する構造であったが、当時の技術的限界からこれは実現しなかった。しかし、後年になり米国の熱心なタッカー・ファンが、1971年式ビュイック・リヴィエラをベースに、可動式フロントフェンダーと跳ね上げ式のルーフをほぼ再現したレプリカモデルの製作に成功している。
日野自動車でエンジン屋であった鈴木孝は、この車を『「未来の車」と称した野心は一目に値する』としながらも、自身のコンテッサ1300のエンジンルーム設計の際に、うかつにこの車を知っていて真似していたら失敗を誘ったかもしれない、と評している。自身のコンテッサでの経験から見た問題の起きそうな点として、フロントエンジンと比してリアエンジンにおけるエンジンルーム内の埃の多さに対する対策、後方から吸入して下部に抜けさせ、循環が起きないよう冷却風の流れを制御するといった配慮がタッカー'48では特にされていない(タッカー'48はリアフェンダー前方から吸入し後部に抜く構造)点を挙げている。さらに「盛り過ぎ」という点で、折角のアルミが使われた空冷エンジンを、腐食対策された冷却液などまだない時代に水冷化という1点をとってみても無理があった、としている（水冷化による質量増加はRR車の特性にも良くない）。しかし、以上のように冷却に無理があると思えるものの、オーバーヒートの記録はない、という点も指摘しており、設計の余裕のためか、としている。
なお、タッカー'48は1948年に#1027がインディアナポリス・モーター・スピードウェイに持ち込まれ、走行試験が行われた。テスト結果は良好であったが、その時点で会社が破滅し掛かっていた事もあり、結果の公表はされなかった。この事実を知る当時の技術者が、1974年にインディに再びタッカー'48(#1025)を持ち込んでデモ走行を行った。この時のテストドライバーには後にオーバルトラックのレジェンドとして名を馳せる事になるマリオ・アンドレッティとアル・アンサーの2名が起用されたが、両名はタッカー'48を評して「我々は1940年代や1950年代の多くの車種に乗ってきたが、これ(タッカー'48)は同時期のどんな車両よりも先進的で優れた運転性能であった。」「これ程優れた車両であれば、きっと当時の国民の多くがこれを購入したのではないか？」と述べたという。両名ともテスト当日までタッカー'48の存在すら知らなかった上での講評である。

## 登場作品

### 映画
- 『タッカー』 - 1988年のアメリカ映画。タッカー・トーピードおよび開発者のプレストン・トマス・タッカーの実話に基づいて描いた、フランシス・フォード・コッポラが監督した。
- 『スター・ウォーズ エピソード3/シスの復讐』 - 2005年のアメリカ映画。ヨーダが脱出に使う車（XJ-2エアスピーダー）のモデルになっている[23]。

上記2作品の監督であるコッポラとジョージ・ルーカスは、ともにトーピードのオーナーでもある。

### ゲーム
- Mafia 2
- L.A.ノワール - 隠し車両とDLC「ニコルソン電気メッキ工場」にて登場している元LAPD風紀犯罪課刑事でヒューズ・エアクラフトの警備主任であるバーモン・マップスの愛車。